# Lars Løkke Rasmussen
Lars Løkke Rasmussen (sinh ngày 15/5/1964 ở Vejle) là cựu thủ tướng Đan Mạch, lãnh đạo Đảng Venstre tự do.
Ông đã từng đảm nhiệm chức vụ bộ trưởng nội vụ và y tế từ ngày 27/11/2001, bộ trưởng tài chính từ ngày 23/11/2007. Ngày 5/4/2009, ông đã kế nhiệm Anders Fogh Rasmussen làm thủ tướng Đan Mạch khi Fogh Rasmussen được bổ nhiệm làm tổng thư ký NATO.
Rasmussen đã từng làm đại biểu Quốc hội Đan Mạch (Folketinget) từ 21/9/1994.